# 沈椿
沈椿（？—？），南直隸蘇州府吳縣人，軍籍，明朝政治人物。

## 生平
正德十一年（1516年）丙子科應天鄉試第三十五名舉人，嘉靖五年（1526年）丙戌科三甲第一百十名進士。授博野縣知縣，升刑部主事，十二年（1533年）張延齡被逮下獄時，沈椿以其為外戚不判重刑，僅置於別所，十五年（1536年）十月劉東山上告，稱張延齡陰謀賄結邊官為外援，招逆國讎為內黨，牽連不下數百人，明世宗大怒，沈椿等刑部官吏全被逮下獄，左都御史王廷相等議覆，沈椿縱容重犯，置之輕獄，從重懲治。